# Групповая скорость

Дисперсия водных волн (зеленые точки движутся с групповой скоростью, красная - с фазовой). В данном случае фазовая скорость в два раза превышает групповую.

Групповая скорость — это величина, характеризующая скорость распространения «группы волн» — то есть более или менее хорошо локализованной квазимонохроматической волны (волны с достаточно узким спектром). Обычно интерпретируется как скорость перемещения максимума амплитудной огибающей квазимонохроматического волнового пакета (или цуга волн). В случае рассмотрения распространения волн в пространстве размерностью больше единицы подразумевается, как правило, волновой пакет, близкий по форме к плоской волне.
Групповая скорость во многих важных случаях определяет скорость переноса энергии и информации квазисинусоидальной волной (хотя это утверждение в общем случае требует серьёзных уточнений и оговорок).
Групповая скорость определяется динамикой физической системы, в которой распространяется волна (конкретной среды, конкретного поля и т.п.). В большинстве случаев подразумевается линейность этой системы (точно или приближенно).
Для одномерных волн групповая скорость вычисляется из закона дисперсии:
{\displaystyle v_{gr}=d\omega /dk},
где {\displaystyle \omega } — угловая частота, {\displaystyle k} — волновое число.
Групповая скорость волн в пространстве (например, трехмерном или двумерном) определяется градиентом частоты по волновому вектору {\displaystyle {\vec {k}}}:
{\displaystyle {\vec {v}}_{gr}=\nabla _{\vec {k}}\omega }
или (для трехмерного пространства):
{\displaystyle (v_{gr})_{x}=\partial \omega /\partial k_{x},}
{\displaystyle (v_{gr})_{y}=\partial \omega /\partial k_{y},}
{\displaystyle (v_{gr})_{z}=\partial \omega /\partial k_{z}.}
- Замечание: групповая скорость, вообще говоря, зависит от волнового вектора (в одномерном случае — от волнового числа), то есть различна для разной величины и для разных направлений волнового вектора.

## Частные случаи
В одномерных средах без дисперсии групповая скорость формально совпадает с фазовой скоростью лишь в случае одномерных волн.
В диссипативных (поглощающих) средах групповая скорость уменьшается с увеличением частоты в случае нормальной дисперсии фазовой скорости и, наоборот, увеличивается в средах с аномальной дисперсией. При этом возможно преодоление групповой скоростью скорости света в выбранной среде,  а также отрицательная аномальная дисперсия, когда групповая скорость противоположна фазовой. В диссипативных структурах (например, плазмонных) групповая скорость может иметь любое значение: меньше скорости света, больше скорости света, быть отрицательной по отношению к фазовой скорости, переходить через бесконечность. Такая групповая скорость есть величина кинематическая (как и фазовая скорость) и определяет скорость переноса биений двух бесконечно близких по частоте монохроматических волн (как ее рассматривал Стокс). Для Гамильтоновых систем (замкнутых систем без диссипации) в общем случае С.М. Рытовым (ЖЭТФ, 7, 930, 1947) доказана теорема, утверждающая, что групповая скорость совпадает со скоростью переноса электромагнитной энергии монохроматической волной (теорема Леонтовича-Лайтхилла-Рытова). Отрицательная (по отношению к фазовой скорости) групповая скорость в таких недиссипативных средах и структурах соответствует обратным волнам. В диссипативных средах и структурах направление движения энергии определяет вектор Пойнтинга или направление затухания волны.
Если дисперсионные свойства среды таковы, что волновой пакет распространяется в ней без существенных изменений формы своей огибающей, групповая скорость обычно может быть интерпретирована как скорость переноса «энергии» волны и скорость, с которой могут быть переданы с помощью волнового пакета сигналы, несущие информацию, (то есть «скорость распространения причинности»).
В классическом пределе квантовомеханических уравнений скорость классической частицы представляет собой значение групповой скорости соответствующей квантовомеханической волновой функции. Одно из пары канонических уравнений Гамильтона:
{\displaystyle {\dot {q}}_{i}=\partial H/\partial p_{i}}
— есть, таким образом, классический предел приведенного выше выражения для групповой скорости; это особенно ясно в декартовых координатах, учитывая {\displaystyle {\vec {p}}=\hbar {\vec {k}},\ H(p,q)=\hbar \omega (k,q).}

## История
Идея групповой скорости, отличающейся от фазовой скорости волны, впервые предложена Гамильтоном в 1839 году. Первое достаточно полное рассмотрение сделано Рэлеем в его «Теории звука» («Theory of Sound») в 1877.